# Западни рунасти лемур
Западни рунасти лемур (лат. Avahi occidentalis) је врста лемура из породице Indriidae. Овај полумајмун је ендемит Мадагаскара.

## Распрострањеност и станиште
Ареал врсте је ограничен на северни Мадагаскар.
Станиште врсте су листопадне шуме. Западни рунасти лемури, живи у породичним групама од до 5 јединки, активни су ноћу и хране се лишћем.

## Угроженост
Ова врста се сматра угроженом. Пре свега због уништавања станишта, до кога долази спаљивањем шума ради стварања пашњака, угрожена је и ловом, али у много мањој мери.